# Pallonetto di Santa Chiara

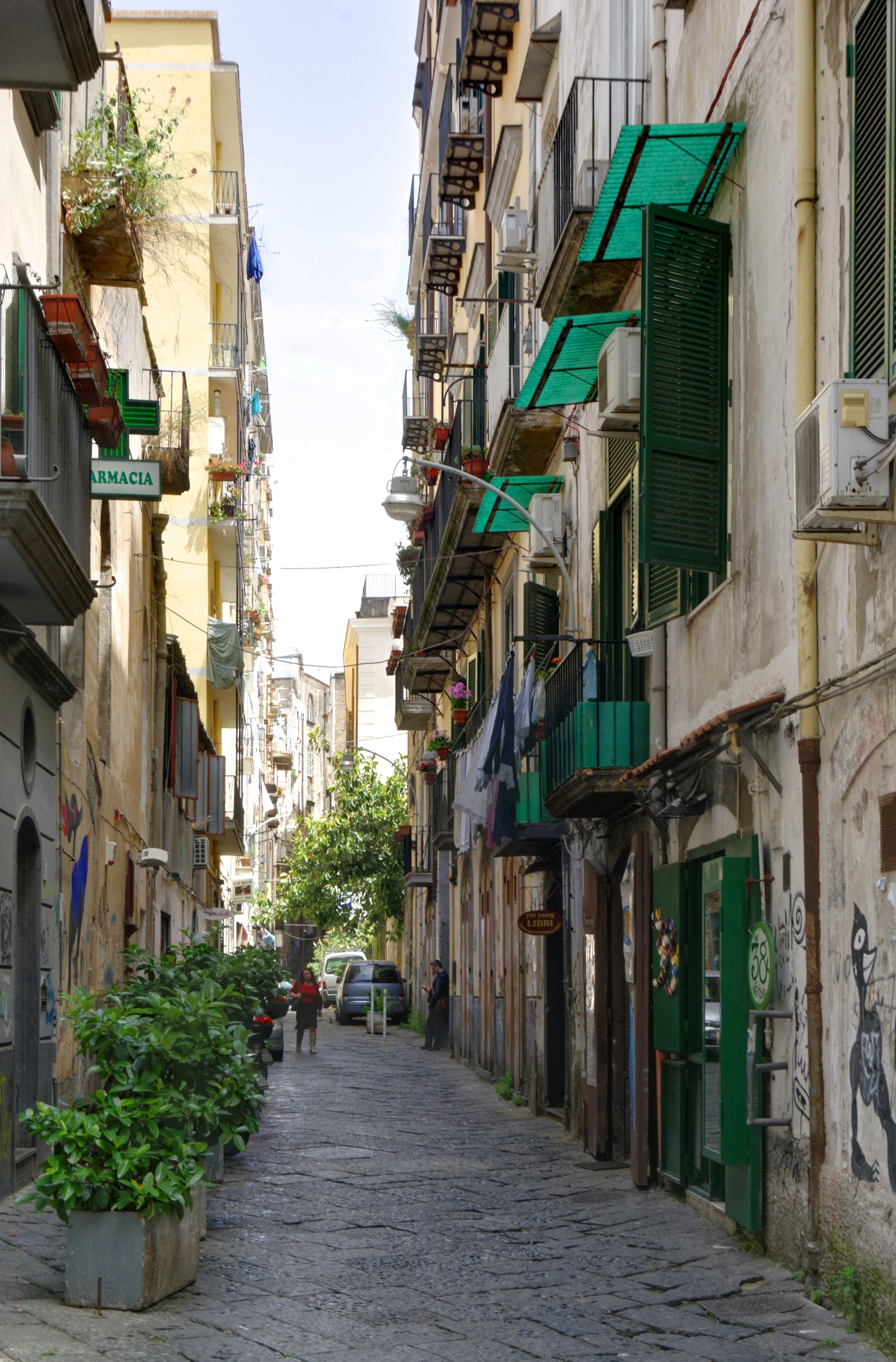
Vico Pallonetto Santa Chiara

Il Pallonetto di Santa Chiara è una zona di Napoli del centro storico nel quartiere San Giuseppe, della Municipalità 2 di Napoli.

Insieme a quelli di San Liborio e di Santa Lucia costituisce i tre Pallonetti di Napoli.

## Storia
Situata a ridosso della Basilica di Santa Chiara consacrata nel 1340, fu area termale fino al III secolo, in seguito fu utilizzata come sito cimiteriale del complesso monastico. Con una viabilità strutturata a scacchiera, nel Pallonetto ci furono ritrovamenti tombali nell’area del Monastero delle Clarisse, a piazza del Gesù Nuovo. Furono rinvenute anche tombe a cassa di tufo giallo napoletano, di datazione vicina al IV secolo a.C., mentre nell’area a sud della chiesa di Santa Maria dell'Aiuto e della chiesa di Santa Maria La Nova furono rinvenute sepolture con tombe a cassa di tufo di età greca, all’interno di un ipogeo dipinto sempre del IV secolo a.C.
La zona fu inserita nella cinta muraria fatta costruire da Valentiniano III nel 440, in quanto minacciata dai Goti.

## Edifici storici
- Palazzo in via Pallonetto di Santa Chiara 15